# Delia pluvialis
Delia pluvialis este o specie de muște din genul Delia, familia Anthomyiidae. A fost descrisă pentru prima dată de Malloch în anul 1918. Conform Catalogue of Life specia Delia pluvialis nu are subspecii cunoscute.